# Koelveen
Koelveen is een buurtschap in de gemeente Emmen. Voor 1998 behoorde het onder de gemeente Schoonebeek. Het ligt tussen Schoonebeek en Nieuw-Schoonebeek aan de Koelveenweg. De naam is samengesteld uit kuil en veen en betekent uitgegraven veen. Het is in de loop van de 20e eeuw ontstaan.
Drenthe: Steden en dorpen      Nederland: Provincies · Gemeenten